# Lietuvos Krepšinio Lyga 2024-25
La Lietuvos Krepšinio Lyga 2024-25, también llamada Betsafe-LKL por motivos de patrocinio, fue la temporada número 32 de la liga de baloncesto profesional de primer nivel de Lituania, la Liga de baloncesto de Lituania (LKL). El campeón fue el BC Žalgiris, que se hacía así con su vigesimoquinto título.

## Equipos
Diez equipos participan en la temporada 2024-25. A pesar del anuncio de que ningún equipo descenderá después de 2023-24 debido a la quiebra del Gargždai, el Pieno žvaigždės, último clasificado, decidió retirarse de la liga debido a dificultades para cumplir con los requisitos presupuestarios de la liga. Debido a la disminución del número de equipos, se cambió el formato de la liga, siendo el mismo que el de la temporada 2020-21, donde 10 equipos se enfrentarán 4 veces y los 8 mejores equipos avanzarán a los playoffs.
| Equipo                    | Ciudad    | Pabellón                   | Capacidad |
| ------------------------- | --------- | -------------------------- | --------- |
| 7bet-Lietkabelis          | Panevėžys | Kalnapilio Arena           | 5,950     |
| Cbet                      | Jonava    | Jonava Arena               | 2,200     |
| M Basket-Delamode         | Telšiai   | Telšiai sports arena       | 1,000     |
| Neptūnas                  | Klaipėda  | Švyturys Arena             | 6,200     |
| Nevėžis-OPTIBET           | Kėdainiai | Kėdainiai Arena            | 2,200     |
| Rytas                     | Vilnius   | Avia Solutions Group Arena | 10,000    |
| Rytas                     | Vilnius   | Jeep Arena                 | 2,500     |
| Šiauliai                  | Šiauliai  | Šiauliai Arena             | 5,700     |
| Uniclub Casino – Juventus | Utena     | Utena Arena                | 2,000     |
| Wolves                    | Vilnius   | Avia Solutions Group Arena | 10,000    |
| Žalgiris                  | Kaunas    | Žalgiris Arena             | 15,415    |

## Temporada regular

### Clasificación
|                                                           | Equipo            | J  | G  | P  | PF   | PC   | DP   |
| --------------------------------------------------------- | ----------------- | -- | -- | -- | ---- | ---- | ---- |
| 1                                                         | Žalgiris          | 32 | 30 | 2  | 2938 | 2343 | 595  |
| 2                                                         | Rytas             | 32 | 26 | 6  | 2973 | 2667 | 306  |
| 3                                                         | Cbet Prienai      | 32 | 19 | 13 | 2892 | 2888 | 4    |
| 4                                                         | Lietkabelis       | 32 | 17 | 15 | 2672 | 2609 | 63   |
| 5                                                         | BC Wolves         | 32 | 17 | 15 | 2882 | 2864 | 18   |
| 6                                                         | Juventus          | 32 | 14 | 18 | 2693 | 2793 | -100 |
| 7                                                         | Šiauliai          | 32 | 13 | 19 | 2922 | 3049 | -127 |
| 8                                                         | Neptūnas          | 32 | 11 | 21 | 2683 | 2830 | -147 |
| 9                                                         | Nevėžis-OPTIBET   | 32 | 10 | 22 | 2875 | 2877 | -2   |
| 10                                                        | M Basket-Delamode | 32 | 3  | 29 | 2536 | 3146 | -610 |
| Fuente: Lietuvos Krepšinio Lyga; actualización automática |                   |    |    |    |      |      |      |

### Resultados 1.ª y 2.ª vuelta
| Local \ Visitante       | LIE   | JON    | MAZ     | NEP     | NEV     | RYT   | SIA     | JUV    | WOL     | ZAL    |
| ----------------------- | ----- | ------ | ------- | ------- | ------- | ----- | ------- | ------ | ------- | ------ |
| 7Bet–Lietkabelis        | —     | 86–88  | 82–78   | 81–89   | 93–82   | 67–84 | 93–76   | 90–98  | 83–81   | 85–89  |
| Cbet                    | 84–82 | —      | 103–83  | 86–82   | 87–110  | 74–94 | 104–93  | 93–98  | 91–94   | 72–93  |
| M Basket–Delamode       | 93–87 | 72–83  | —       | 107–96  | 77–98   | 83–93 | 93–95   | 46–91  | 86–95   | 82–88  |
| Neptūnas                | 56–63 | 90–87  | 99–63   | —       | 94–107  | 76–94 | 80–90   | 63–74  | 89–74   | 70–97  |
| Nevėžis–Optibet         | 78–85 | 93–105 | 93–87   | 74–83   | —       | 83–93 | 106–90  | 74–78  | 85–90   | 76–89  |
| Rytas                   | 90–78 | 84–80  | 109–98  | 84–90   | 89–69   | —     | 118–109 | 90–76  | 71–82   | 91–88  |
| Šiauliai–Casino Admiral | 96–92 | 103–93 | 103–107 | 108–103 | 95–91   | 79–89 | —       | 98–100 | 110–89  | 63–91  |
| Uniclub Bet – Juventus  | 70–79 | 79–80  | 92–72   | 92–99   | 91–84   | 78–86 | 101–88  | —      | 100–110 | 67–128 |
| Wolves Twinsbet         | 82–97 | 103–90 | 95–94   | 102–86  | 103–102 | 84–88 | 103–93  | 67–72  | —       | 100–82 |
| Žalgiris                | 73–66 | 101–64 | 101–46  | 91–75   | 88–86   | 78–67 | 111–81  | 84–67  | 97–84   | —      |

### Resultados 3.ª y 4.º vuelta
| Local \ Visitante       | LIE    | JON     | MAZ    | NEP    | NEV    | RYT     | SIA     | JUV    | WOL     | ZAL    |
| ----------------------- | ------ | ------- | ------ | ------ | ------ | ------- | ------- | ------ | ------- | ------ |
| 7Bet–Lietkabelis        | —      | 72–68   | 90–69  | 84–79  | 71–79  | 82–75   | 92–73   | 94–89  | 78–64   | 76–88  |
| Cbet                    | 92–87  | —       | 116–55 | 93–98  | 96–89  | 99–104  | 106–101 | 78–72  | 81–77   | 81–91  |
| M Basket–Delamode       | 65–96  | 86–107  | —      | 77–96  | 71–101 | 81–113  | 74–102  | 85–94  | 86–106  | 80–105 |
| Neptūnas                | 72–91  | 97–98   | 85–79  | —      | 96–90  | 92–82   | 90–95   | 100–88 | 85–97   | 67–80  |
| Nevėžis–Optibet         | 97–82  | 80–102  | 109–80 | 81–83  | —      | 101–105 | 92–104  | 105–74 | 106–107 | 80–84  |
| Rytas                   | 90–72  | 112–82  | 102–69 | 103–85 | 99–98  | —       | 103–96  | 90–75  | 92–88   | 76–83  |
| Šiauliai–Casino Admiral | 89–104 | 90–94   | 122–96 | 91–78  | 96–92  | 82–102  | —       | 86–68  | 85–92   | 66–71  |
| Uniclub Bet – Juventus  | 74–75  | 109–115 | 80–77  | 100–94 | 101–91 | 90–104  | 102–79  | —      | 94–86   | 75–96  |
| Wolves Twinsbet         | 88–92  | 91–87   | 109–85 | 96–84  | 94–99  | 89–102  | 100–84  | 87–83  | —       | 69–81  |
| Žalgiris                | 79–83  | 89–62   | 109–63 | 84–49  | 105–88 | 97–79   | 98–56   | 84–81  | 89–75   | —      |

## Playoffs
|  | Cuartos de final        | Cuartos de final        | Cuartos de final        | Cuartos de final | Cuartos de final | Cuartos de final |                  |     | Semifinales            | Semifinales            | Semifinales            | Semifinales            | Semifinales            | Semifinales            |    |   | Finales | Finales | Finales | Finales | Finales | Finales |
|  |                         |                         |                         |                  |                  |                  |                  |     |                        |                        |                        |                        |                        |                        |    |   |         |         |         |         |         |         |
|  |                         |                         |                         |                  |                  |                  |                  |     |                        |                        |                        |                        |                        |                        |    |   |         |         |         |         |         |         |
|  |                         |                         |                         |                  |                  |                  |                  |     |                        |                        |                        |                        |                        |                        |    |   |         |         |         |         |         |         |
|  | Žalgiris                | Žalgiris                | Žalgiris                | 88               | 98               | —                |                  |     |                        |                        |                        |                        |                        |                        |    |   |         |         |         |         |         |         |
|  | Žalgiris                | Žalgiris                | Žalgiris                | 88               | 98               | —                |                  |     |                        |                        |                        |                        |                        |                        |    |   |         |         |         |         |         |         |
|  | Neptūnas                | Neptūnas                | Neptūnas                | 75               | 70               | —                |                  |     |                        |                        |                        |                        |                        |                        |    |   |         |         |         |         |         |         |
|  | Neptūnas                | Neptūnas                | Neptūnas                | 75               | 70               | —                | Žalgiris         | 73  | 98                     | 86                     | —                      | —                      |                        |                        |    |   |         |         |         |         |         |         |
|  |                         |                         |                         |                  |                  |                  | Žalgiris         | 73  | 98                     | 86                     | —                      | —                      |                        |                        |    |   |         |         |         |         |         |         |
|  |                         | Cbet                    | 61                      | 74               | 78               | —                | —                |     |                        |                        |                        |                        |                        |                        |    |   |         |         |         |         |         |         |
|  | Wolves Twinsbet         | Wolves Twinsbet         | Wolves Twinsbet         | 74               | 78               | —                | —                | 102 | 98                     | —                      |                        |                        |                        |                        |    |   |         |         |         |         |         |         |
|  | Wolves Twinsbet         | Wolves Twinsbet         | Wolves Twinsbet         |                  |                  |                  |                  |     |                        | —                      |                        |                        |                        |                        |    |   |         |         |         |         |         |         |
|  | Cbet                    | Cbet                    | Cbet                    | 103              | 102              | —                |                  |     |                        |                        |                        |                        |                        |                        |    |   |         |         |         |         |         |         |
|  | Cbet                    | Cbet                    | Cbet                    | 103              | 102              | —                | Žalgiris         | 88  | 94                     | 91                     | 87                     | -                      |                        |                        |    |   |         |         |         |         |         |         |
|  |                         |                         |                         |                  |                  |                  | Žalgiris         | 88  | 94                     | 91                     | 87                     | -                      |                        |                        |    |   |         |         |         |         |         |         |
|  |                         | Rytas                   | 89                      | 104              | 81               | 88               | -                |     |                        |                        |                        |                        |                        |                        |    |   |         |         |         |         |         |         |
|  | Rytas                   | Rytas                   | Rytas                   | 104              | 81               | 88               | -                | 127 | 110                    | —                      |                        |                        |                        |                        |    |   |         |         |         |         |         |         |
|  | Rytas                   | Rytas                   | Rytas                   |                  |                  |                  |                  |     |                        | —                      |                        |                        |                        |                        |    |   |         |         |         |         |         |         |
|  | Šiauliai–Casino Admiral | Šiauliai–Casino Admiral | Šiauliai–Casino Admiral | 81               | 84               | —                |                  |     |                        |                        |                        |                        |                        |                        |    |   |         |         |         |         |         |         |
|  | Šiauliai–Casino Admiral | Šiauliai–Casino Admiral | Šiauliai–Casino Admiral | 81               | 84               | —                | Rytas            | 86  | 73                     | 87                     | 76                     | 94                     |                        |                        |    |   |         |         |         |         |         |         |
|  |                         |                         |                         |                  |                  |                  | Rytas            | 86  | 73                     | 87                     | 76                     | 94                     |                        |                        |    |   |         |         |         |         |         |         |
|  |                         | 7Bet–Lietkabelis        | 82                      | 76               | 86               | 87               | 70               |     | tercer y cuarto puesto | tercer y cuarto puesto | tercer y cuarto puesto | tercer y cuarto puesto | tercer y cuarto puesto | tercer y cuarto puesto |    |   |         |         |         |         |         |         |
|  | 7Bet–Lietkabelis        | 7Bet–Lietkabelis        | 7Bet–Lietkabelis        | 76               | 86               | 87               | 70               | 83  | tercer y cuarto puesto | tercer y cuarto puesto | tercer y cuarto puesto | tercer y cuarto puesto | tercer y cuarto puesto | tercer y cuarto puesto | 93 | — |         |         |         |         |         |         |
|  | 7Bet–Lietkabelis        | 7Bet–Lietkabelis        | 7Bet–Lietkabelis        |                  |                  |                  |                  |     |                        |                        |                        |                        |                        |                        |    | — |         |         |         |         |         |         |
|  | Uniclub Bet – Juventus  | Uniclub Bet – Juventus  | Uniclub Bet – Juventus  | 77               | 90               | —                |                  |     |                        |                        |                        |                        |                        |                        |    |   |         |         |         |         |         |         |
|  | Uniclub Bet – Juventus  | Uniclub Bet – Juventus  | Uniclub Bet – Juventus  | 77               | 90               | —                | 7Bet–Lietkabelis | 86  | 73                     | 91                     | 98                     | -                      |                        |                        |    |   |         |         |         |         |         |         |
|  |                         |                         |                         |                  |                  |                  |                  |     |                        |                        |                        |                        |                        |                        |    |   |         |         |         |         |         |         |
|  | Wolves Twinsbet         | 84                      | 81                      | 84               | 87               | -                |                  |     |                        |                        |                        |                        |                        |                        |    |   |         |         |         |         |         |         |
|  | Wolves Twinsbet         | 84                      | 81                      | 84               | 87               | -                |                  |     |                        |                        |                        |                        |                        |                        |    |   |         |         |         |         |         |         |

## Galardones

### Jugador del mes
| Mes                | Jugador           | Equipo            | Val. | Ref.  |
| 2024               | 2024              | 2024              | 2024 | 2024  |
| ------------------ | ----------------- | ----------------- | ---- | ----- |
| Septiembre–Octubre | Anthony Cowan Jr. | Wolves Twinsbet   | 19.3 | [ 4 ] |
| Noviembre          | Kay Bruhnke       | M Basket–Delamode | 24   | [ 5 ] |
| Diciembre          | Chauncey Collins  | M Basket–Delamode | 29   | [ 6 ] |
| 2025               |                   |                   |      |       |
| Enero–Febrero      | Amit Ebo          | Nevėžis–Optibet   | 24.8 | [ 7 ] |
| Marzo              | Gytis Radzevičius | Rytas             | 27.3 | [ 8 ] |
| Abril              | Dominic Brewton   | Cbet              | 21.6 | [ 9 ] |